# Gisèle Faivre
Pour les articles homonymes, voir Faivre.
Gisèle Faivre, née Rose Marie Angèle Stefani le 27 septembre 1902 à Macinaggio (commune de Rogliano) en Corse et morte le 24 août 1997 à Paris, est une féministe et franc-maçonne française, fondatrice et plusieurs fois élue grande maîtresse de la Grande Loge féminine de France. Son action est remarquée pour l'essor qu'elle donne à la première obédience féminine créée en 1945.

## Biographie

### Jeunesse et premières recherches
Née dans le Cap Corse, Rose Marie Angèle Stefani épouse Faivre, choisit librement le prénom de Gisèle. Elle fait sa carrière professionnelle au ministère des Postes. Passionnée de recherche sur l'esprit sous toutes ses formes, elle étudie le symbolisme, le soufisme, l'hermétisme. Elle participe à un groupe de recherche conduit par Georges Gurdjieff qui attire de nombreux intellectuels de l'époque. Elle côtoie pendant un temps Philippe Encausse, fils de Papus et s'instruit sur le martinisme. Très jeune, elle revendique l'égalité de droit entre les hommes et les femmes, elle milite également dans le syndicalisme.

### Franc-maçonnerie
Après sa rencontre avec Anne-Marie Gentily, celle-ci l'initie en franc-maçonnerie le 25 janvier 1934 au sein de la loge maçonnique d'adoption « Minerve » dont elle est vénérable maitresse. Elle participe aux premiers projets d'indépendance des loges d'adoption de la Grande Loge de France. La Seconde Guerre mondiale mettant un terme à toutes activités maçonniques en France, elle s'applique à maintenir le contact avec les sœurs restées sur Paris. 
À la fin de la guerre, elle reprend ses engagements et ses responsabilités au sein des loges et participe à la fondation de la première obédience féminine, l'« Union Maçonnique féminine de France » (UMFF). En 1947, elle est élue grande oratrice de l'obédience et travaille à l'élaboration des premières constitutions de l'ordre qui prennent le nom de : « Des loges d'adoption aux loges féminines indépendantes ».
Elle est élue pour son premier mandat à la tête de l'obédience (UMFF) entre 1948 et 1950, grande oratrice en 1952, et c'est sur ses conclusions que le convent vote le changement de nom de l'obédience en Grande Loge féminine de France (GLFF). En 1953, elle est élue pour un second mandat et premier sous le nouveau nom obédientiel. En juin 1953, elle participe à la fondation de la 8e loge de l'obédience, la loge « Cybèle ». Elle crée en 1954, la loge « Isis » no 9 dont elle devient la vénérable maitresse et dont le temple dans le XVIIe arrondissement de Paris devient le siège de l'obédience jusqu'en 1977.
Réélu de 1959 à 1961 de 1963 à 1965 et de 1967 à 1969 comme grande maitresse, elle impulse plusieurs créations de loges. En tant que membre de la commission des rituels, elle plaide pour l’adoption du Rite écossais ancien et accepté (REAA) en 1959. La loge « Isis » dont elle est toujours membre, adopte la robe noire et la médaille de loge comme signe distinctif de l'appartenance à l'ordre. Ces dispositions sont reprises par l'obédience.
Dès 1962, elle travaille à la complétude du rite écossais au sein de l'obédience par la création d'un Suprême Conseil. Avec l'aide d'une obédience mixte anglaise et de sa souveraine grande commandeur Marjory Cecily Debenham. Elle travaille pendant près de dix années avec des sœurs venant régulièrement de France pour recevoir les initiations des hauts grades successifs.  Marjory Cecily Debenham  fonde 10 avril 1970 le  « Suprême Conseil féminin de France » à Londres et à l'issue de cette période, le 12 janvier 1972, le Suprême Conseil féminin de France consacre le REAA du 1er au 33e et dernier degré au sein de la Grande Loge féminine de France. Elle en devient le premier Souverain grand commandeur et le reste jusqu'à l'âge de 90 ans.

### Fin de vie et postérité
Gièsle Faivre s'éteint le 24 août 1997 dans le 12e arrondissement de Paris après plus de 63 ans d'appartenance à la franc-maçonnerie. Elle laisse une image de femme déterminée, mais généreuse et sociable, d'une européenne convaincue et d'une féministe intransigeante qui ne cesse durant sa vie, d'affirmer sa croyance dans une maçonnerie féminine émancipatrice. La loge Gisèle Faivre no 443 est créée le 10 avril 2011, à Bastia.